# 小野尊安
小野 尊安（おの の たかやす）は、江戸時代後期の公卿、明治時代初期にかけての日御碕神社の神職。天葺根命から数えて94代目。

## 生涯
文化10年（1813年）、小野尊道の次男として誕生。天保2年（1831年）6月、兄・尊信が病気により職を辞し、同年9月13日（1831年10月18日）に家督を継承、日御碕検校となる。元治元年（1864年）、52歳で従三位に叙され、公卿に列せられた。
明治3年（1870年）、病気により拝賀できず、息子の宗丸を代わりに上京させ、新年の拝賀をさせた。同4年7月28日、爵位を返上。同5年3月12日（1872年4月19日）、依願辞職し隠居した。

## 官歴
- 天保3年3月4日（1832年4月4日）、従五位下、上総介。
- 天保7年4月16日（1836年5月30日）、従五位上。
- 天保11年4月17日（1840年5月18日）、正五位下。
- 天保15年5月6日（1844年6月21日）、従四位下。
- 嘉永元年4月4日（1848年5月6日）、従四位上。
- 嘉永5年5月8日（1852年6月25日）、正四位下。
- 元治元年6月8日（1864年7月11日）、従三位[注 2]。

## 系譜
- 父：小野尊道
  - 兄弟：小野尊信 - 小野尊安 - 伊豫姫（北島全孝前室）
- 妻：比佐 - 千家尊孫の娘
- 妻：豊子 - 千家尊孫の娘
  - 長女：北島安子 - 北島宝孝室
  - 長男：小野尊光
  - 次男：小野令一郎
  - 三男：小野鉾丸